# Transcriptions d'opéras par Franz Liszt
Parmi les nombreuses transcriptions et arrangements que Franz Liszt a réalisé pour un ou deux pianos, se trouvent de nombreuses fantaisies et variations sur des thèmes d'opéras célèbres. 

## Opéras français
- Grande fantaisie sur la tyrolienne de l’opéra “La Fiancée” de Auber (1829-42)
- Introduction et variations sur une marche du “Siège de Corinthe” (1830), d'après l'opéra de Rossini
- Ouverture des “Francs-juges” de Hector Berlioz (1833), d'après l'opéra de Berlioz
- Réminiscences de “La Juive” (1835), d'après l'opéra de Halévy
- Réminiscences des “Huguenots” (1836-42), d'après l'opéra de Meyerbeer
- Ouverture de l'opéra “Guillaume Tell” de Gioachino Rossini (1838), d'après Guillaume Tell de Rossini
- Fantaisie sur des thèmes de l'opéra “Guitarero” (1841), d'après l'opéra de Halévy
- Réminiscences de “Robert le Diable” (1841), d'après l'opéra de Meyerbeer
- Marche funèbre de “Dom Sébastien” de Donizetti (1842), d'après l'opéra de Donizetti
- Tarantelle di bravura d’après la tarantelle de “La Muette de Portici” (1846-69), d'après l'opéra de Auber
- Stücke aus der Oper “La Muette de Portici” von Auber (1847-48), d'après l'opéra de Auber
- Illustrations du Prophète (1849-50), d'après l'opéra de Meyerbeer
- Bénédiction et Serment (1852-53), d'après Benvenuto Cellini de Berlioz
- Valse de l'opéra “Faust” (1861), d'après l'opéra de Gounod
- Illustrations de l'opéra “L'Africaine” (1865), d'après l'opéra de Meyerbeer
- Les Sabéennes (1865), d'après la Reine de Saba de Gounod
- Les Adieux (1867), d'après Roméo et Juliette de Gounod
- La Mandragore (1881), d'après l'opéra de Léo Delibes

## Opéras italiens

### Réminiscences de Norma
Cette transcription de l'opéra de Bellini, qui date de 1841, compte parmi les célèbres et les plus longues (environ seize minutes) de Liszt. Elle possède un foisonnement et une ornementation riche bien caractéristique de l'époque virtuose de celui-ci.

### Réminiscences de Simon Boccanegra
Fortement impressionné par la seconde version du Simon Boccanegra de Giuseppe Verdi, Liszt en entrepris en 1881 une transcription qui suit, pour beaucoup, le déroulement de l'opéra. Le début constituant une reprise, avec des variantes, du motif de l'ouverture. Le volet central reprend le motif guerrier « All'armi, Liguri ». S'ensuit une restitution très fidèle de la fin de l'opéra. Tout se termine par une brillante coda, tirée du Prologue, que Verdi avait peu développé.
D'une durée de 8 à 11 minutes, sa partie centrale, rapide, requiert une grande agilité. La fin est plus accessible, et le début ne demande pas de grandes compétences. 
Elle a été enregistrée entre autres par John Ogdon en 1961, par Claudio Arrau en 1971, par Leslie Howard en 1993, par François-René Duchâble en 1994 et par Michel Dalberto en 2003.

### Autres
- Duet aus Rossinis “Semiramide” (1827), d'après l'opéra de Rossini
- Réminiscences de “Lucia di Lammermoor” (1835-36), d'après l'opéra de Donizetti
- Divertissement sur la cavatine  « I tuoi frequenti palpiti » de la “Niobe” de Pacini (1835-36)
- Réminiscences des “Puritains” (1836-37), d'après l'opéra de Bellini
- Reminiscences de La Scala (Fantasie über italienische Opernmelodien) (1838-39), d'après Il giuramento de Mercadante
- Fantaisie sur des motifs favoris de l’opéra “La sonnambula” (1839-74), d'après l'opéra de Bellini
- Valse de concert sur deux motifs de Lucia et Parisina d'après Gaetano Donizetti (1841)
- Paraphrase de concert sur Ernani (1847), d'après l'opéra de Verdi
- Réminiscences de “Lucrezia Borgia” (1848), d'après l'opéra de Donizetti
- Salve Maria de Jérusalem (1848-82), d'après l'opéra de Verdi
- Paraphrase de concert sur “Rigoletto” (1855-59), d'après l'opéra de Verdi
- Paraphrase de concert sur Ernani (1859), d'après l'opéra de Verdi
- Miserere du “Trovatore” (1859), d'après l'opéra de Verdi
- Final de “Don Carlos” (1867-68) d'après l'opéra de Verdi
- Danza sacra e duetto finale d’“Aida” (1876) d'après l'opéra de Verdi

## Opéras allemands

### Wagner
Les transcriptions des opéras de Richard Wagner réalisées par Franz Liszt sont au nombre de quatorze. Elles se distinguent par leur extrême variété. Certaines sont des ouvrages « sérieux » qui se contentent de reproduire au piano les effets de l'orchestre, telles que la paraphrase de concert sur Tannhäuser ou les quatre pièces sur Lohengrin. D'autres alternent entre fidélité et liberté tel que le Wahall aus der Ring des Nibelungen. D'autres encore se contentant de reprendre des thèmes de l'œuvre transcrite, et de les articuler avec fantaisie (Fantaisie sur Rienzi).

#### «O mein holder Abendstern», Recitativ und Romanze aus der oper “Tannhäuser”
L'œuvre date de 1849, soit un an après la transcription de l'ouverture de ce même opéra. Il s'agit d'un ouvrage fait pour le salon, mais néanmoins très fidèle. La durée en est d'environ trois minutes.

#### Phantasiestück über Motive aus “Rienzi”
L'œuvre date de 1859 mais semble plutôt caractéristique des années 1840, Liszt traitant cet opéra de jeunesse italianisant comme il a coutume de le faire avec les italiens (Donizetti) et les français (Meyerbeer) : il reprend les thèmes les plus marquants et les ordonne selon l'enchaînement le plus pianistique possible. Le style (arpèges en aller et retour) n'est pas sans rappeler la transcription du Ernani de Verdi qui n'en était, lui aussi, qu'à ses débuts.

#### Isoldes Liebestod
Transcription de l'air final de l'opéra Tristan und Isolde, datée de 1867. D'une durée de six minutes environ, elle est très ardue, non seulement d'un point de vue technique, mais pianistique (enchevêtrement de thèmes). Presque tous les grands pianistes l'ont jouée ; on peut notamment citer Vladimir Horowitz ou Alfred Brendel.
L'œuvre est très fidèle et suit constamment le fil mélodique de Wagner. Pour parvenir à restituer ce passage complexe, Liszt a usé d'une grande ingéniosité : outre les outils classiques du transcripteur (trémolos, arpèges), il fait appel à de nombreuses innovations (accompagnement en doubles croches ternaires alternées de soupirs). De la sorte, le pianiste peut faire cohabiter jusqu'à cinq voix en même temps. 
Le titre original de la fin de l'opéra de Wagner était Isoldes Liebstod (« Transfiguration d'Isolde ») et non pas Isoldes Liebestod (« Mort d'Isolde »), titre de la transcription. Mais celui-ci devint si célèbre que l'usage substitua au titre choisi par Wagner celui de Liszt.

#### Feierlicher Marsch zum heiligen Graal aus “Parsifal”
Œuvre caractéristique du dernier Liszt datée de 1883 (ce qui en fait l'une des dernières transcriptions du compositeur hongrois), elle est d'une grande sobriété : en dehors de quelques trémolos octaviés, l'ornementation est absente. L'ouvrage est fondé sur deux thèmes de l'opéra de Wagner : celui de la marche proprement dite, puis celui du Graal. La durée en est de près de dix minutes, bien qu'il n'y ait que sept pages.

#### Autres
- Ouvertüre zu “Tannhäuser” (1847-49), d'après l'opéra de Wagner
- Zwei Stücke aus “Tannhäuser” und “Lohengrin” (1852), d'après les opéras de Wagner
- Aus Lohengrin (1854), d'après l'opéra de Wagner
- Spinnerlied aus dem “Fliegenden Holländer” (1860), d'après l'opéra de Wagner
- Chœur des pèlerins de “Tannhäuser” (1861), d'après l'opéra de Wagner
- Ballade aus dem “Fliegenden Holländer” (1872), d'après l'opéra de Wagner
- Walhall aus Der Ring des Nibelungen (1875), d'après la Tétralogie de Wagner

### Autres compositeurs allemands
- Freischütz Fantasie (1840), d'après l'opéra de Carl Maria von Weber
- Réminiscences de Don Juan (1841), d'après l'opéra de Mozart
- Fantaisie sur des thèmes de Figaro et Don Giovanni (1842), d'après Le nozze di Figaro et Don Giovanni de Mozart, inachevé, complété et publié seulement en 1912 par Ferrucio Busoni, puis en 1998 par Leslie Howard
- Ouvertüre zur Webers Opern “Oberon” und “Der Freischütz” (1846), d'après les opéras de Weber
- Alfonso und Estrella (1850-51), d'après l'opéra de Schubert
- Andante Finale und Marsch aus der Oper “König Alfred” (1853), d'après l'opéra de Joachim Raff
- Adagio von “Die Zauberflöte” (« Der welcher wandelt diese Strasse ») (1875-81) d'après l'opéra de Mozart

## Compositeurs divers
- Rondeau fantastique sur un thème espagnol (El contrabandista) (1836), d'après El poeta calculista de Manuel Garcia
- Paraphrase de concert sur “Dom Sebastien” (1843-44), d'après l'opéra de Theodor Kullak
- Marcia Circassa tratta dall'opera Russlan e Ludmilla di Glinka (1843-75), d'après l'opéra de Glinka
- Fantaisie sur l'opéra hongrois “Szép Ilonka” (1865-67), d'après l'opéra de Mihály Mosonyi
- Polonaise aus der Oper “Jewgeny Onegin” (1876) d'après l'opéra de Tchaïkovski